# Tarbosaurus
Tarbosaurus (skrämmande/alarmerande ödla) var ett släkte storvuxna dinosaurier nära besläktad med Tyrannosaurus rex. Tarbosaurus levde i Asien (Mongoliet och Kina) under yngre krita (under Campan-Maastricht) för cirka 72–66 milj. år sedan. Liksom andra släkten inom familj tyrannosauridae är det känt tack vare många fossila skelett, varav några nästan kompletta.

## Beskrivning

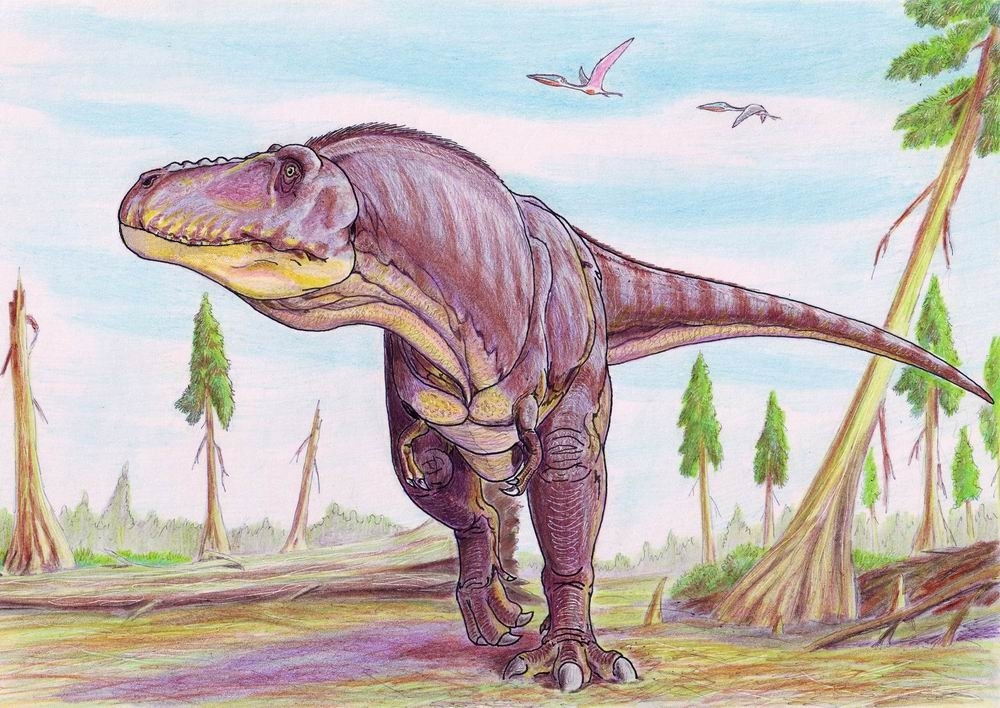
Teckning av Tarbosaurus.

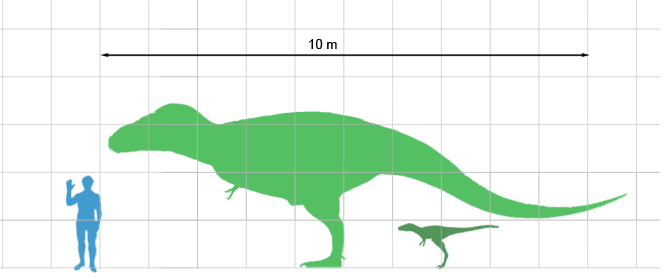
Tarbosaurus storlek jämfört med en människa.

Tarbosaurus hade en kroppsbyggnad gemensam med andra tyrannosaurider; den gick uteslutande på bakbenen, vilka var långa och kraftiga. Kroppen var mycket robust, och balanserades av den styva svansen. Precis som fåglar hade tyrannosaurider väldigt ihåliga och lättviktiga skelett, och Tarbosaurus var inget undantag. Ryggkotorna, överarmsbenen och revbenen var ihåliga, vilket hjälpte till att reducera vikten. Tarbosaurus hals var kort, S-formad och kraftig för att bära upp skallen.
Tyrannosaurider karaktäriseras av sina proportionerligt små framben med endast två brukliga fingrar på vardera handen, och Tarbosaurus hade i förhållande till sin kroppsstorlek de minsta frambenen i familjen. Man vet inte säkert om Tarbosaurus framben kan fyllt någon funktion. Det är dock inte omöjligt att Tarbosaurus kan ha använt dem till något; eftersom man tror att frambenen hos dess nära släktingar (såsom Tyrannosaurus) kan ha fyllt någon funktion. I gengäld till de små frambenen hade Tarbosaurus långa, kraftfulla bakben som slutade i fötter med lång mellanfot och fyra tår med klor. Den innersta tån var ganska liten, och nådde inte ner till marken.
Som fullvuxen kunde Tarbosaurus mäta cirka 12 meter lång från nos till svansspets. Den var därmed ungefär lika stor som sin Nordamerikanska släkting Tyrannosaurus, men var troligtvis inte lika kraftigt byggd. Följaktligen vägde djuret inte lika mycket som sin nordamerikanska släkting, förmodligen cirka 6 ton, eller ungefär lika mycket som en afrikansk elefant.

### Skalle

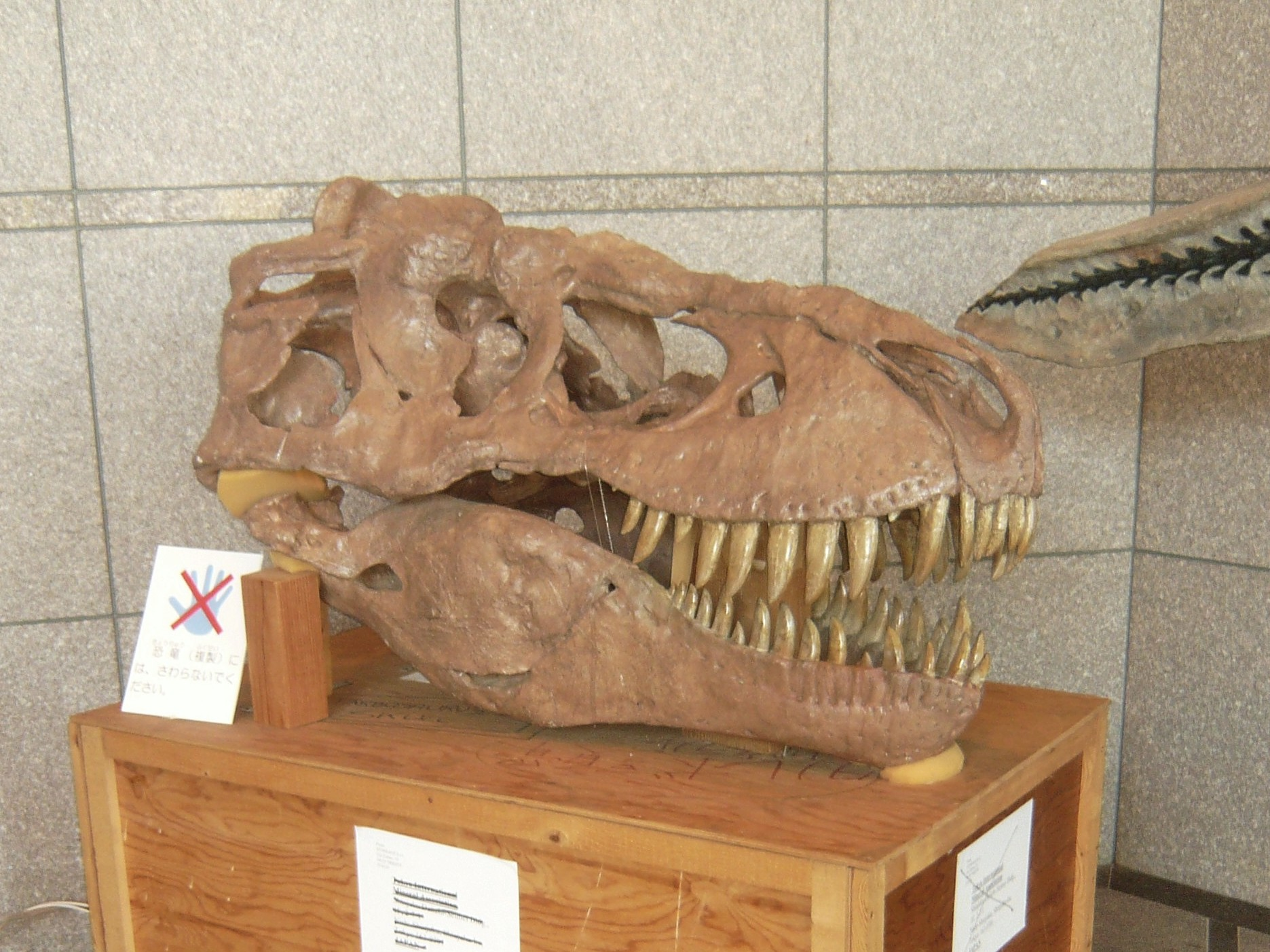
Skalle från Tarbosaurus på ett museum i Japan.

Tarbosaurus hade liksom andra Tyrannosaurider ett stort huvud utrustat med kraftfulla käkar och långa, sågtandade tänder. Skallen kunde bli upp till 135 cm. lång, vilket ryms inom den lägre storleksvariationen på skallen hos Tyrannosaurus. Skallen var trots storleken relativt lätt, eftersom den hade flera hålrum med luftfickor för att få ner vikten. Tarbosaurus skallen är mycket lik den hos Tyrannosaurus, men särskiljer sig genom en smalare nos. De flesta skallar från Tarbosaurus förefaller också ha haft ögonen något mer vinklade åt sidorna än hos Tyrannosaurus, vilket tyder på att Tarbosaurus saknade det binokulärseende som Tyrannosaurus hade.
Tarbosaurus hade en relativt liten hjärna. Dess volym har uppmäts till knappt 1,84 dl. Detta är mindre än Tyrannosaurus, som hade en volym på omkring 9,4 dl, men hjärnans konstruktion är på flera sätt densamma: luktknölen (Bulbus olfactorius) är välutvecklad, vilket tyder på att Tarbosaurus hade ett mycket bra luktsinne. Balansorganet är också komplicerat, vilket tyder på att djuret var relativt lättrörligt, trots sin storlek. Synen förefaller dock ha varit mindre välutvecklad.

## Taxonomi

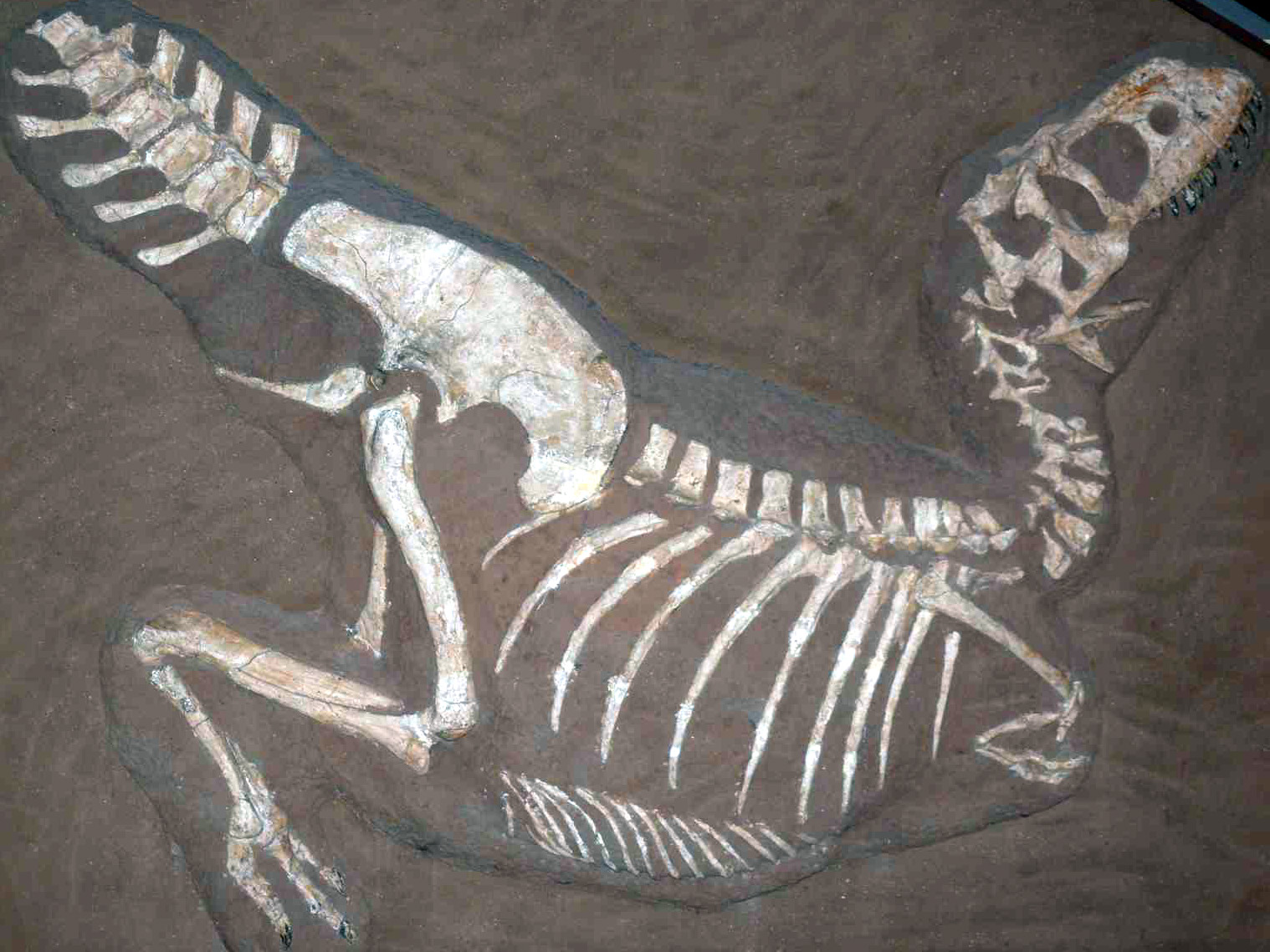
Fossil av Tarbosaurus (PIN 553-1): detta skelett beskrevs från början som Gorgosaurus lancinator.

Forskare har sedan upptäckten av Tarbosaurus haft delade åsikter huruvida den skall klassas till ett eget släkte, eller som en asiatisk representant för den närbesläktade Tyrannosaurus. När Evgeny Maleev beskrev släktets typart Ta. bataar 1955 baserade han den på en fossil skalle (PIN 551–1) påträffad i Gobiöknen som han betraktade som en ny art i släktet Tyrannosaurus (Ty. bataar). Senare samma år publicerades ytterligare en studie där Maleev beskrev ytterligare fossila skelett efter tyrannosaurider hittade i Gobiöknen som han trodde representerade två asiatiska arter i släktet Gorgosaurus (G. lancinator och G. novojilovi) samt ett tidigare okänt släkte och art, Tarbosaurus efremovi. Några år senare publicerade Anatoly Roždestvenskij en studie där han undersökt hur klassificering av dinosaurier kan försvåras av ontogeni. Roždestvenskij drog slutsatsen att de skeletten som Maleev utgått från när han beskrev de olika arterna med rovdinosaurier 1955 egentligen tillhörde olika åldersgrupper inom en och samma art och hade mer likheter med varandra än med Tyrannosaurus. Roždestvenskij kom därför fram till att Tarbosaurus skulle betraktas som ett eget släkte, och eftersom arten Ty. bataar beskrivits först fick den bli typart (Tarbosaurus bataar).
En del senare års forskning har visat att Tarbosaurus skalle har flera likheter med den hos släktet Alioramus, framför allt genom en låsningsmekanism som inte finns hos Nordamerikanska tyrannosaurider. Detta har tolkats som bevis för att Tarbosaurus är närmare släkt med Alioramus än med Tyrannosaurus. Vissa forskare vidhåller ändock att Tarbosaurus är närmare släkt med Tyrannosaurus och skall räknas som en synonym till densamma.

### Synonymer

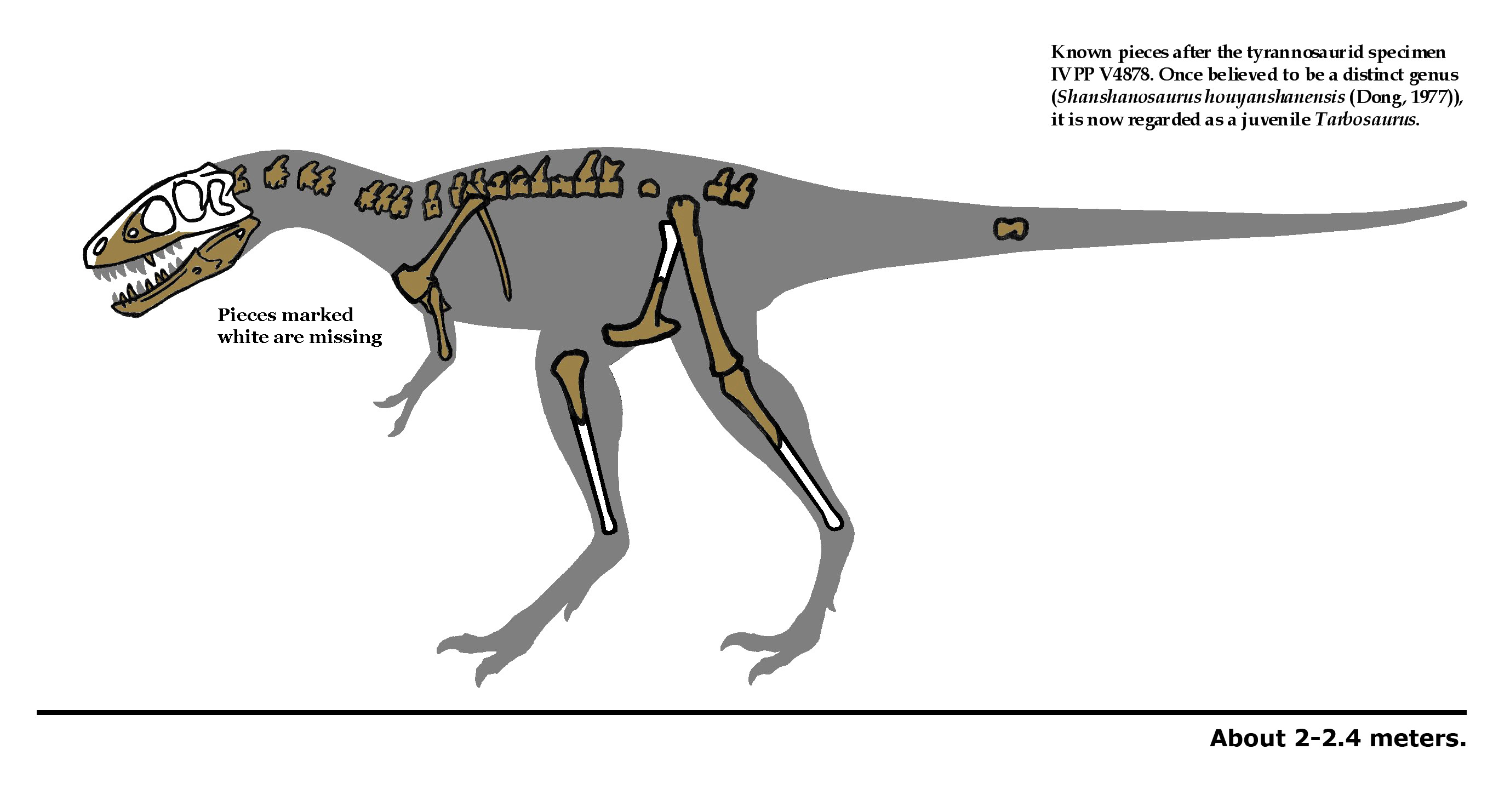
Fossil efter skelettet IVPP V4878, från början beskrivet som Shanshanosaurus, men numera betraktad som en juvenil Tarbosaurus.

Det finns flera fossil efter andra rovdinosaurier (klassade som Tyrannosaurider) som forskarna är osäkra därom det rör sig om juvenila individer av Tarbosaurus eller om det är egna släkten. dessa inkluderar:
- Maleevosaurus novojilovi/Gorgosaurus novojilovi:[14] Namngiven av Carpenter 1992.[15] Har beskrivits som en 5–6 meter lång Tyrannosaurid med svagt utvecklade horn över ögonen. Andra forskare anser att det rör sig om fossil efter ett ej fullvuxet exemplar av Tarbosaurus. Vissa drag i skelettet såsom karaktäristiska höga taggutskott i nackkotorna.
- Shanshanosaurus huoyanshanensis: ("Shanshanödla", namngiven efter Shanahan i Kina där fyndet hittades), känd från ett enda fossil (IVPP V4878), som först beskrevs som ett eget släkte.[16] Senare studier har lett till att det numera betraktas som en juvenil Tarbosaurus.[17]
- Raptorex ("Rövarkungen") beskrevs 2009 baserat på ett skelett som skall ha påträffats i Inre Mongoliet och ansågs ha levt under början av kritaperioden för ca 125 milj. år sedan.[18] Somliga forskare tror dock att detta är en felbedömning och att det egentligen är en juvenil Tarbosaurus. Fossilet skall ha köpts av en lokal fossilsamlare från några amatörpaleontologer som inte gav exakta uppgifter om var de hittat det, vilket gör det svårt säga säkert att veta hur gammalt det är.[19]

## Ekologi

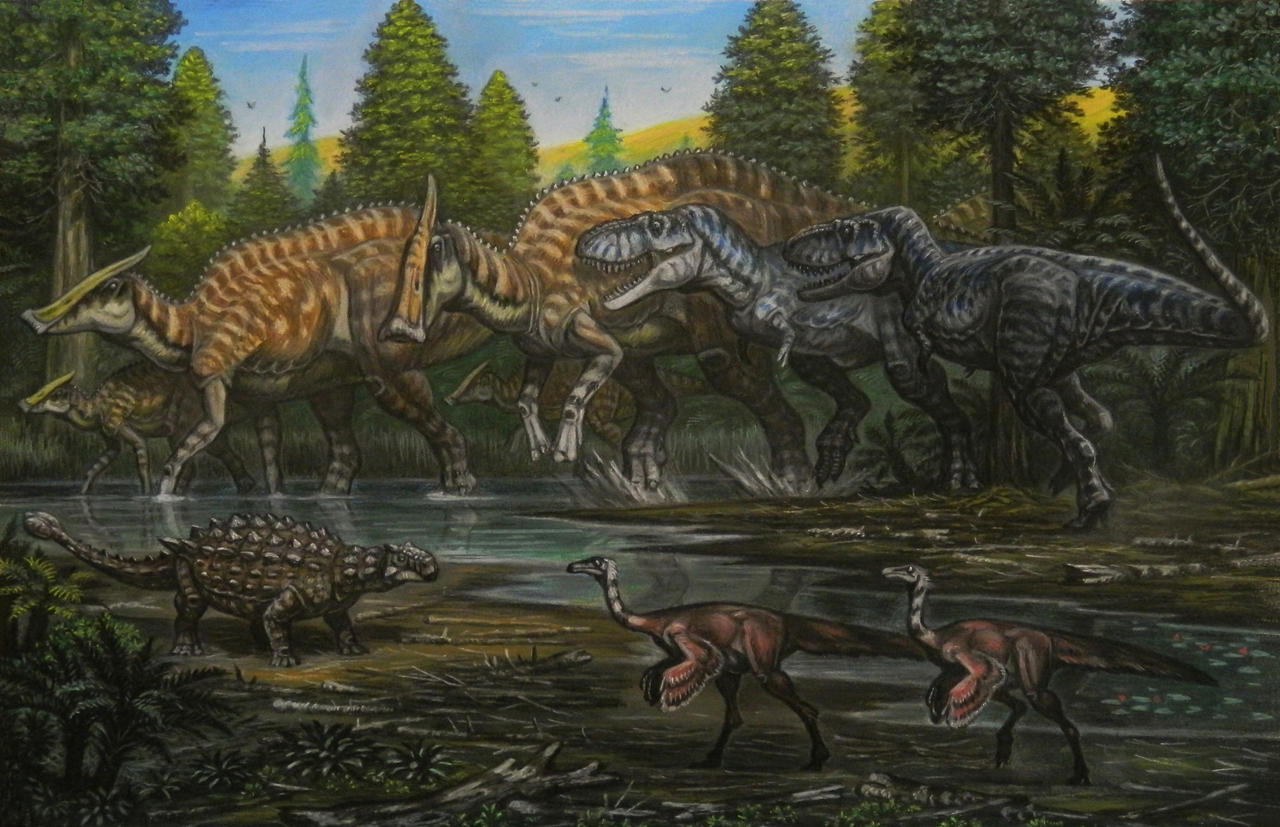
Illustration av två Tarbosaurus och några av dinosaurierna som den delade livsmiljö med (Saurolophus, Tarchia och Gallimimus).

Liksom med den närbesläktade Tyrannosaurus har somliga paleontologer diskuterat huruvida Tarbosaurus var en asätare eller jagade egna byten. Det mest sannolika är troligen att Tarbosaurus, Tyrannosaurus m.fl. både jagade aktivt och åt döda djur som den hittade. Tarbosaurus tycks ha varit topprovdjur i dåtidens Mongoliet, som när den levde var ett varmare landskap än idag med tempererat klimat och var bevuxet med barrväxter.
Fossil vittnar om att den kan ha levt på bepansrade växtätare som Tarchia och Saichania, hadrosaurider som Saurolophus och Shantungosaurus samt ornithomimosaurien Deinocheirus. Det är också möjligt att Tarbosaurus jagat de sauropoder som ännu levde kvar på den här tiden. Man tror att det kan ha levt andra tyrannosaurider vid sidan om Tarbosaurus, bland dem Alioramus. De tros dock inte ha konkurrerat om födan, eftersom den mindre Alioramus förmodligen fyllde en annan roll i det dåtida ekosystemet.

## Tarbosaurus i populärkulturen
Långt ifrån lika känd i kulturella sammanhang som sin Nordamerikanska släkting Tyrannosaurus rex, har Tarbosaurus haft framträdande i flera dokumentärer om förhistoriskt liv. Den förekom bland annat i Chased by dinosaurs, ett extraavsnitt av BBC's TV-serie Dinosauriernas tid och Dinosaurietestet (också från BBC). Tarbosaurus har även varit med på filmer som Dinosaurs alive!, där det visas när den slåss med en bepansrad Tarchia.